# Châtillon-sur-Oise
Châtillon-sur-Oise là một xã ở tỉnh Aisne, vùng Hauts-de-France thuộc miền bắc nước Pháp.